# Race 2
Série
Race
(2008) Race 3
(2018)
Pour plus de détails, voir Fiche technique et Distribution.
Race 2 (रेस 2) est un film indien de Bollywood réalisé par Abbas Mastan sorti le 26 janvier 2013.
Il fait suite au film Race et précède Race 3.
Le film met en vedette Saif Ali Khan, Anil Kapoor, John Abraham, Deepika Padukone et Ameesha Patel. Le long métrage fut un succès notable aux box-office.

## Fiche technique
- Titre : Race 2
- Titre original : रेस 2
- Réalisation : Abbas-Mastan
- Scénario : Shiraz Ahmed et Kiran Kotrial
- Musique : Pritam Chakraborty
- Photographie : Ravi Yadav
- Montage : Hussain A. Burmawala
- Production : Kumar Sadhuram Taurani et Ramesh Sadhuram Taurani
- Société de production : UTV Motion Pictures, Tips Industries et Illuminati Films
- Pays :  Inde
- Genre : Action et thriller
- Durée : 150 minutes
- Dates de sortie : 
  -  Inde : 25 janvier 2013

## Distribution
- Saif Ali Khan : Ranveer Singh
- Anil Kapoor : Robert D'costa
- Deepika Padukone :  Alina Malik
- John Abraham :  Armaan Malik
- Jacqueline Fernandez : Tania Martin
- Ameesha Patel : Cherry
- Rajesh Khattar : Vikram Thapar
- Aditya Pancholi : Anza
- Avec la participation spéciale de Bipasha Basu : Sonia Varma

## Box-office
- Box-office Inde: 1 600 000 000 Roupies[1].
- Budget: 600 000 000 Roupies indiennes[2].

Box-office india qualifie le film de Blockbuster.